# 亚格尔贝格
亚格尔贝格是奥地利施蒂利亚州费尔德巴赫县的一个市镇。总面积28.94平方公里，总人口1765人，人口密度61.0人/平方公里（2001年）。